# Joaquim Pedro Gomes de Oliveira
Joaquim Pedro Gomes de Oliveira (Setúbal, Vila Nogueira de Azeitão, 23 de Maio de 1762 — 1833) foi um juiz e político português.

## Biografia
Juiz desembargador, foi membro da Junta Provisional do Governo Supremo do Reino (1820-1821) e, por duas vezes, ministro do reino durante o reinado de D. João VI. Foi membro do governo de 1820 até à constituição das cortes a 26 de Janeiro de 1821. Voltou ao governo no período de 2 de Junho de 1823 a 19 de Março de 1824.
Por ocasião da Vilafrancada, Gomes de Oliveira foi o autor da terceira proclamação de D. João VI, ao submeter D. Miguel (que, entretanto, é nomeado Generalíssimo).
Segundo as memórias de Francisco Manuel Trigoso de Aragão Morato, em Junho de 1823, D. João VI terá encarregado Gomes de Oliveira para constituir uma Junta, supostamente para elaborar uma Carta Constitucional, mas cuja finalidade seria a própria dissolução da Junta, com o fim de justificar como não necessária qualquer carta constitucional.
Foi avô materno de Joaquim Pedro de Oliveira Martins.